# Metagonia guaga
Metagonia guaga là một loài nhện trong họ Pholcidae. Loài này được phát hiện ở México.